# 6868 Seiyauyeda
6868 Seiyauyeda eller 1992 HD är en asteroid i huvudbältet som upptäcktes den 22 april 1992 av de japanska astronomerna Yoshio Kushida och Osamu Muramatsu vid Yatsugatake-Kobuchizawa-observatoriet. Den är uppkallad efter japanen Seiya Uyeda.
Asteroiden har en diameter på ungefär 14 kilometer.